# Benthoquetia integra
Benthoquetia integra is een tweekleppigensoort uit de familie van de Sportellidae. De wetenschappelijke naam van de soort is voor het eerst geldig gepubliceerd in 1907 door Hedley.